# Serpmyxis
Serpmyxis là một chi bướm đêm thuộc họ Noctuidae.